# Se fossi Re!
Se fossi Re! è un  cortometraggio muto italiano del 1912 diretto da Eduardo Bencivenga.